# Chapelle de la Trinité de Lesparts
Pour les articles homonymes, voir Lespart.
La chapelle de la Trinité de Lesparts est un édifice religieux catholique située à Guizerix, dans le département des Hautes-Pyrénées, en France.

## Présentation
La chapelle aurait été construite après une épidémie de peste (1653-1654).
Il y avait une confrérie avec indulgence lors de la fête de la Nativité de Marie et de la fête de la Sainte Trinité.
La chapelle fut bénite le jour de la sainte Anne (26 juillet) en 1703 sous l'autorisation de Mgr Armand-Anne-Tristan de La Baume de Suze (évêque de 1684 à 1705) (voir Liste des évêques et archevêques d'Auch).
La chapelle a été reconstruite après la Révolution.
Les peintures décoratives de la nef et du chœur ont été réalisées en 1958 par Mr Arrieu (un artisan peintre local).
Dans les années 1980, la toiture a été restaurée.

### Dénomination
Au fil des siècles le nom de la chapelle a souvent changé.
La chapelle est aussi appelée la chapelle du bois ou la chapelle Notre-Dame de Pitié (dénomination officielle de la chapelle).
Elle était dédiée à la Nativité-de-la-Vierge-Marie jusqu'au XVIIIe siècle.

## Tradition
Après la messe du village, le maire dépose une gerbe devant la statue de l'Immaculée Conception.

### Fêtes
Chaque année sonr célébrées deux messes :
- Pour la fête de la Sainte Trinité (le dimanche qui suit la Pentecôte), après la messe est traditionnellement faite une procession jusqu'à la fontaine ;
- Et en septembre, pour la Nativité de la Vierge Marie.

Ces messes étaient déjà célébrées jusqu'au XVIIIe siècle.
Source : Jean-Louis Ibanez (Diocèse de Tarbes et Lourdes).

## Mobilier
Aucun objet est référencé dans la base Palissy.

## Description
Toutes les photos sont visibles sur la page commons de la Chapelle de la Trinité de Lesparts.

### Extérieur

#### La fontaine
La fontaine est dans la forêt, à 320 mètres de la chapelle.
Selon la tradition, l'eau de la fontaine est réputée avoir des propriétés curatives, notamment pour soigner l'eczéma.

### Intérieur
Le plafond de la nef et du chœur sont faits avec des lattes en bois. Il n'y a pas d'électricité dans la chapelle, seules des bougies sont utilisées pour éclairer l'intérieur.

#### Lechœur

##### Les maîtres-autels
L'ancien maître-autel et tabernacle
Il était utilisé avant le Concile Vatican II, lorsque le prêtre célébrait la messe dos aux fidèles.
Le maître autel et le tabernacle sont en bois sculpté. 
Le maître-autel a quatre colonnes, sur la façade est représentée une croix tréflée (photo).
Le tabernacle est peint à l'imitation du marbre, sur la porte de réceptacle est représenté un calice surmonté d'une hostie.
Le nouveau maître-autel
Le nouveau est en bois, il est recouvert d'un voile.
Il a été mis en place après le Concile Vatican II, ainsi le prêtre célèbre la messe face aux fidèles.

## Galerie

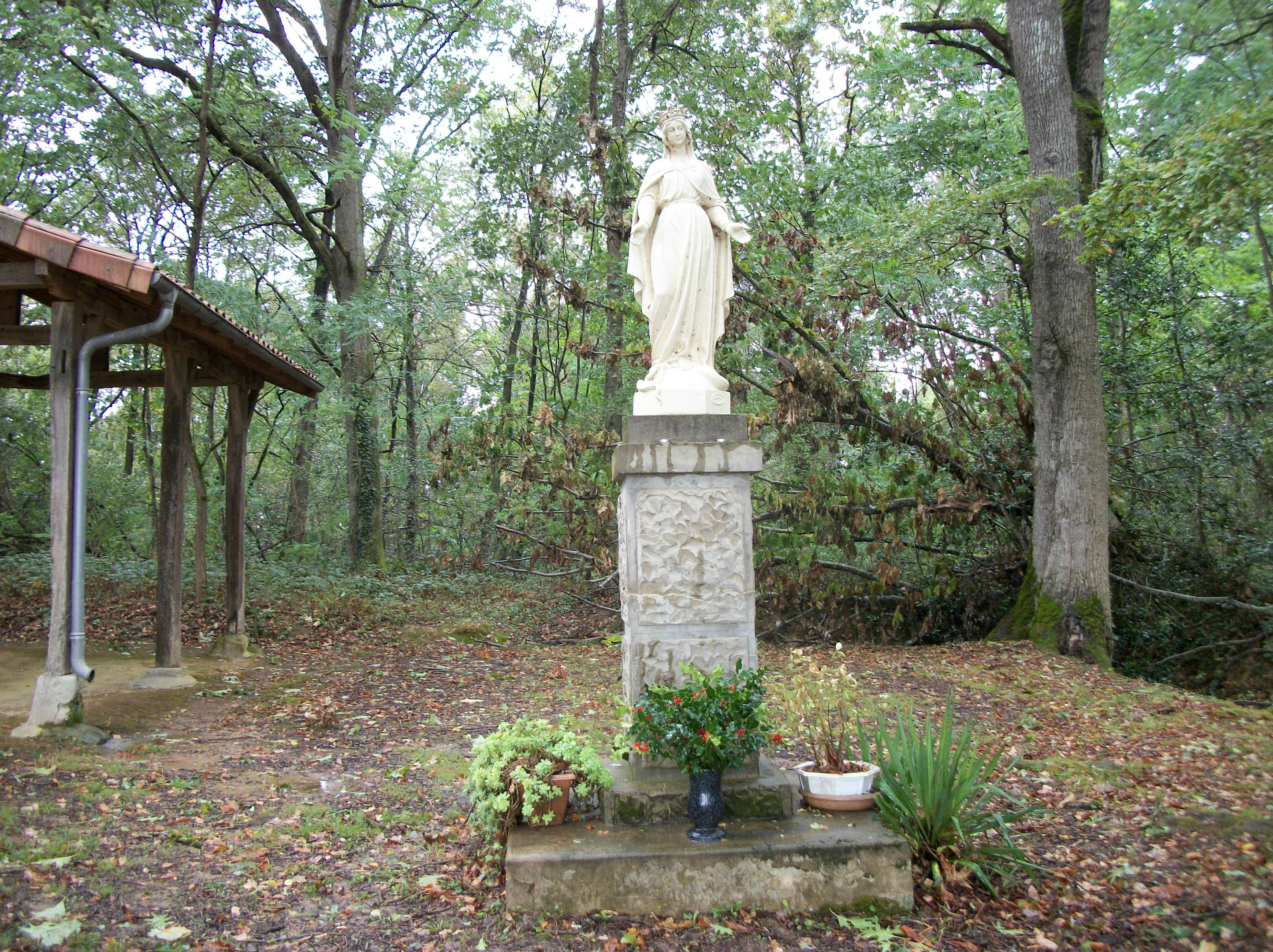
Statue de l'Immaculée Conception
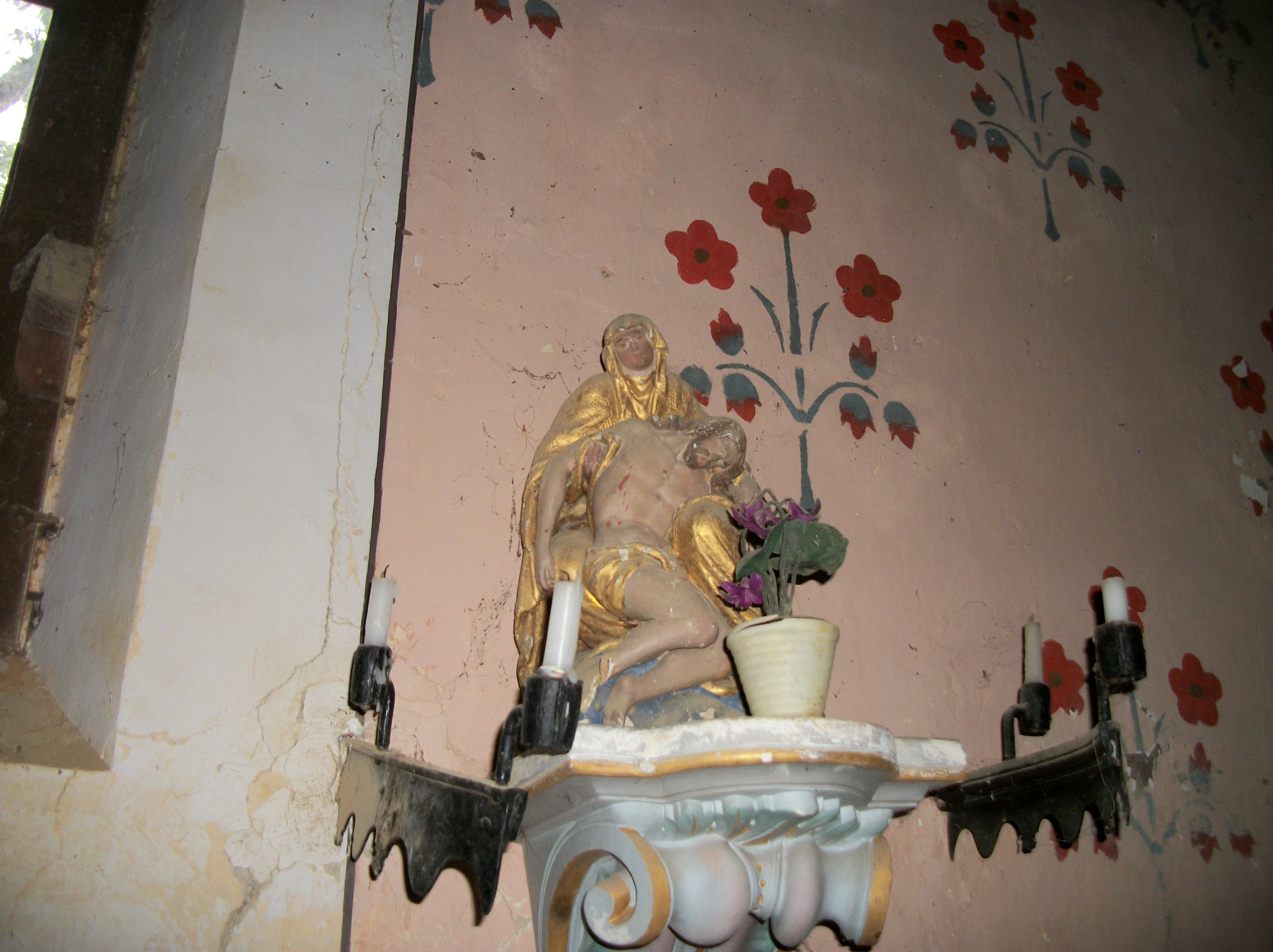
Statuette d'une pietà en bois dorée polychrome
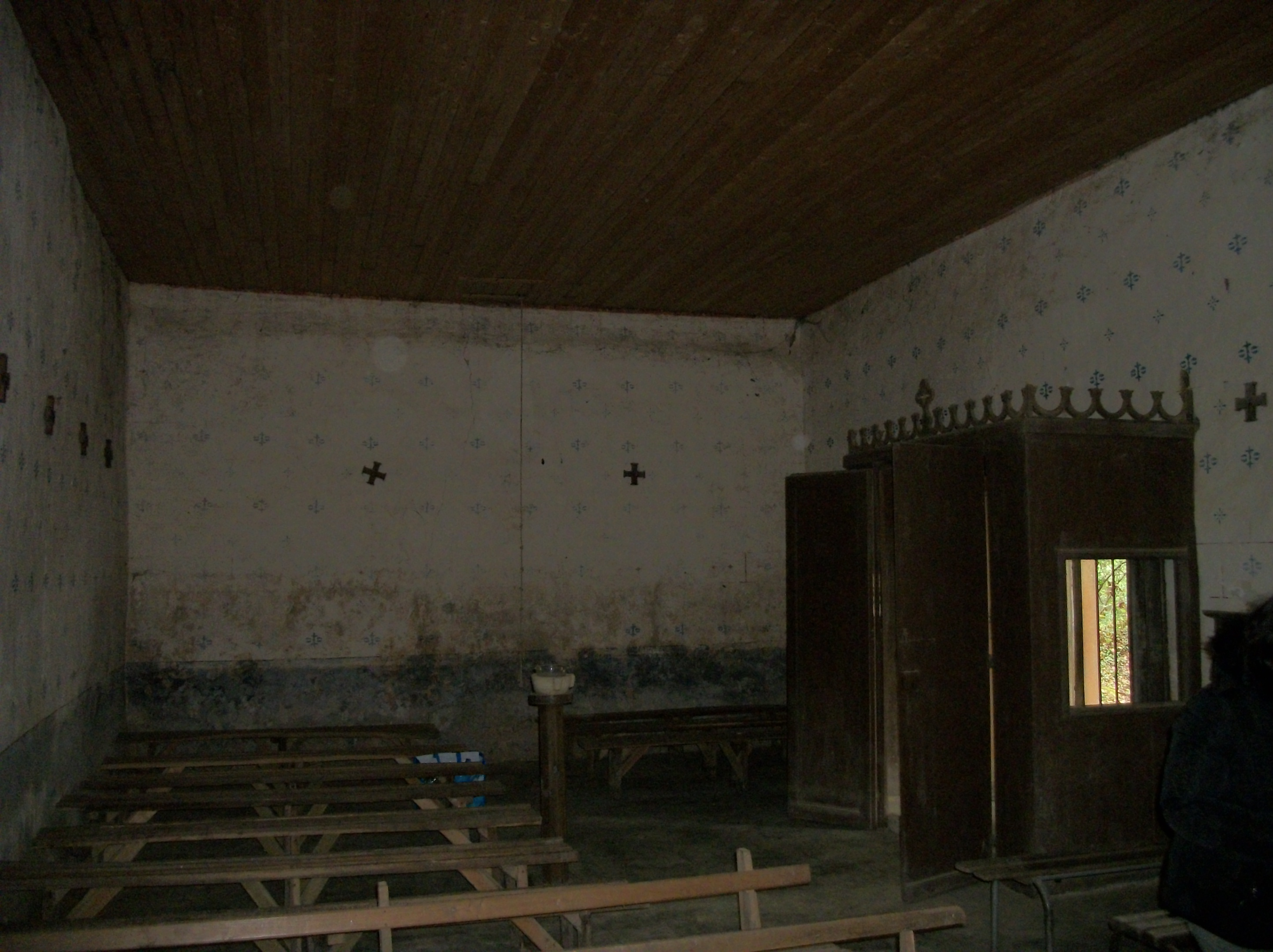
Partie arrière de la nef
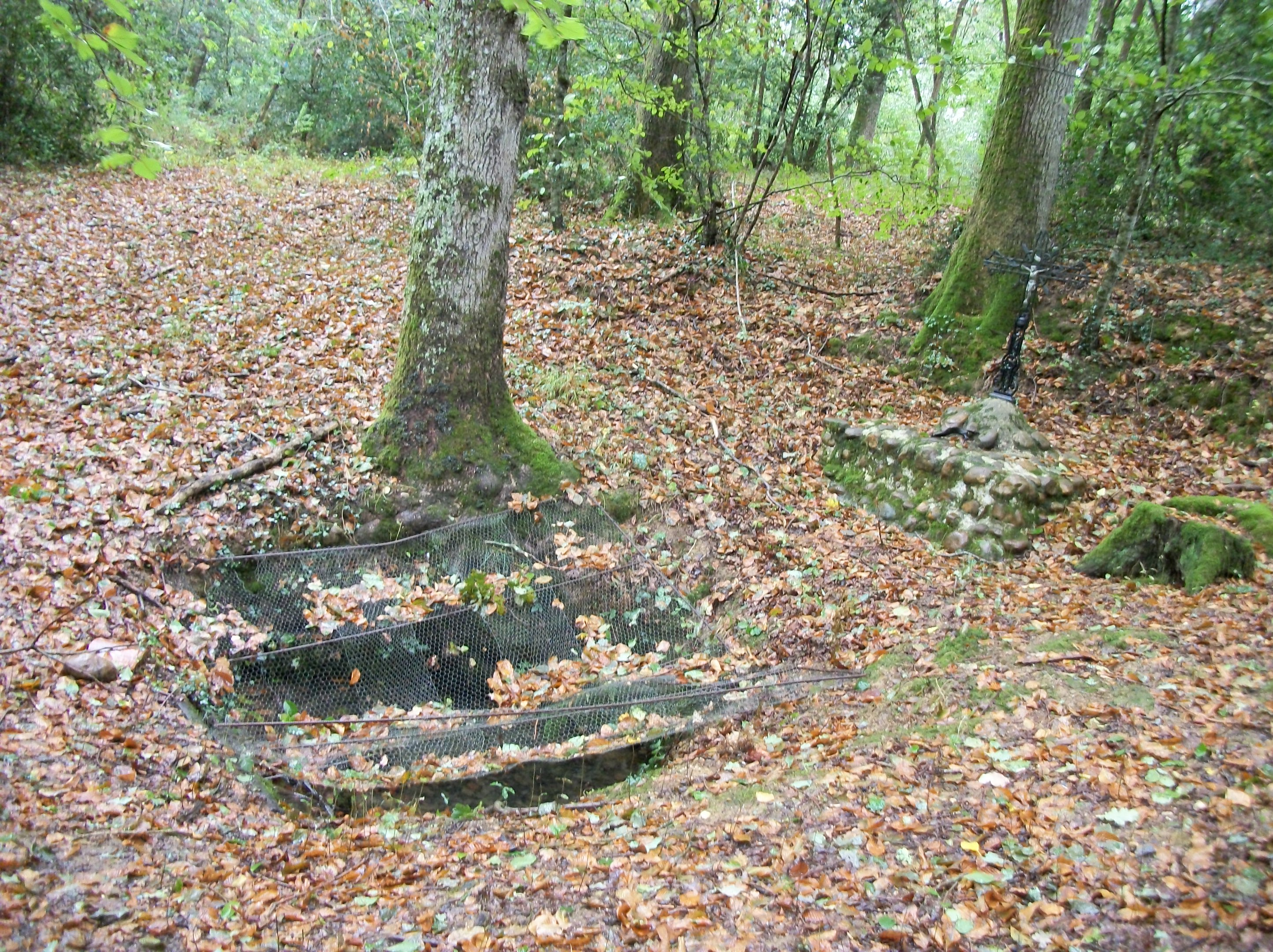
La fontaine et une croix en fer forgé de la crucifixion